# Pinckneyville
Pinckneyville és una població dels Estats Units a l'estat d'Illinois. Segons el cens del 2000 tenia 5.464 habitants.

## Demografia
Segons el cens del 2000, Pinckneyville tenia 5.464 habitants, 1.504 habitatges, i 920 famílies. La densitat de població era de 667,6 habitants/km².
Dels 1.504 habitatges en un 25,6% hi vivien nens de menys de 18 anys, en un 47,3% hi vivien parelles casades, en un 11,3% dones solteres, i en un 38,8% no eren unitats familiars. En el 35,9% dels habitatges hi vivien persones soles el 18,8% de les quals corresponia a persones de 65 anys o més que vivien soles. El nombre mitjà de persones vivint en cada habitatge era de 2,23 i el nombre mitjà de persones que vivien en cada família era de 2,9.
Per edats la població es repartia de la següent manera: un 14% tenia menys de 18 anys, un 15% entre 18 i 24, un 39,7% entre 25 i 44, un 17,4% de 45 a 60 i un 13,9% 65 anys o més.
L'edat mediana era de 35 anys. Per cada 100 dones de 18 o més anys hi havia 209,9 homes.
La renda mediana per habitatge era de 30.391 $ i la renda mediana per família de 41.574 $. Els homes tenien una renda mediana de 23.402 $ mentre que les dones 21.848 $. La renda per capita de la població era de 15.601 $. Aproximadament el 8,2% de les famílies i l'11% de la població estaven per davall del llindar de pobresa.

## Poblacions més properes
El següent diagrama mostra les poblacions més properes.